# Espeletia chardonii
Espeletia chardonii es una especie de frailejón de la familia  Asteraceae. Se distribuye en Colombia y Venezuela. Se le conoce como tabaquillo.

## Taxonomía
Espeletia chardonii fue descrita por Albert Charles Smith y publicado en el Boletín de la Sociedad Venezolana de Ciencias Naturales 7(50): 237–238. 1942. 
En 1976 Cuatrecasas la transfirió a su propio género Tamania en Phytologia 35(1): 53. 1976. Sin embargo, estudios filogenéticos posteriores demostraron que aunque el género Tamania era monofilético se encontraba dentro del clado de Ruilopezia, sumado a que claramente los otros miembros de la subtribu Espeletiinae eran polifiléicos o parafiléticos se decidió solo aceptar como válido al género Espeletia, por tanto tanto Tamania como los otros 6 géneros fueron considerados sinónimos heterotípicos de Espeletia.
Sinonimia
- Tamania chardonii (A.C.Sm.) Cuatrec.[5]